# Kupferberg (Hettstedt)

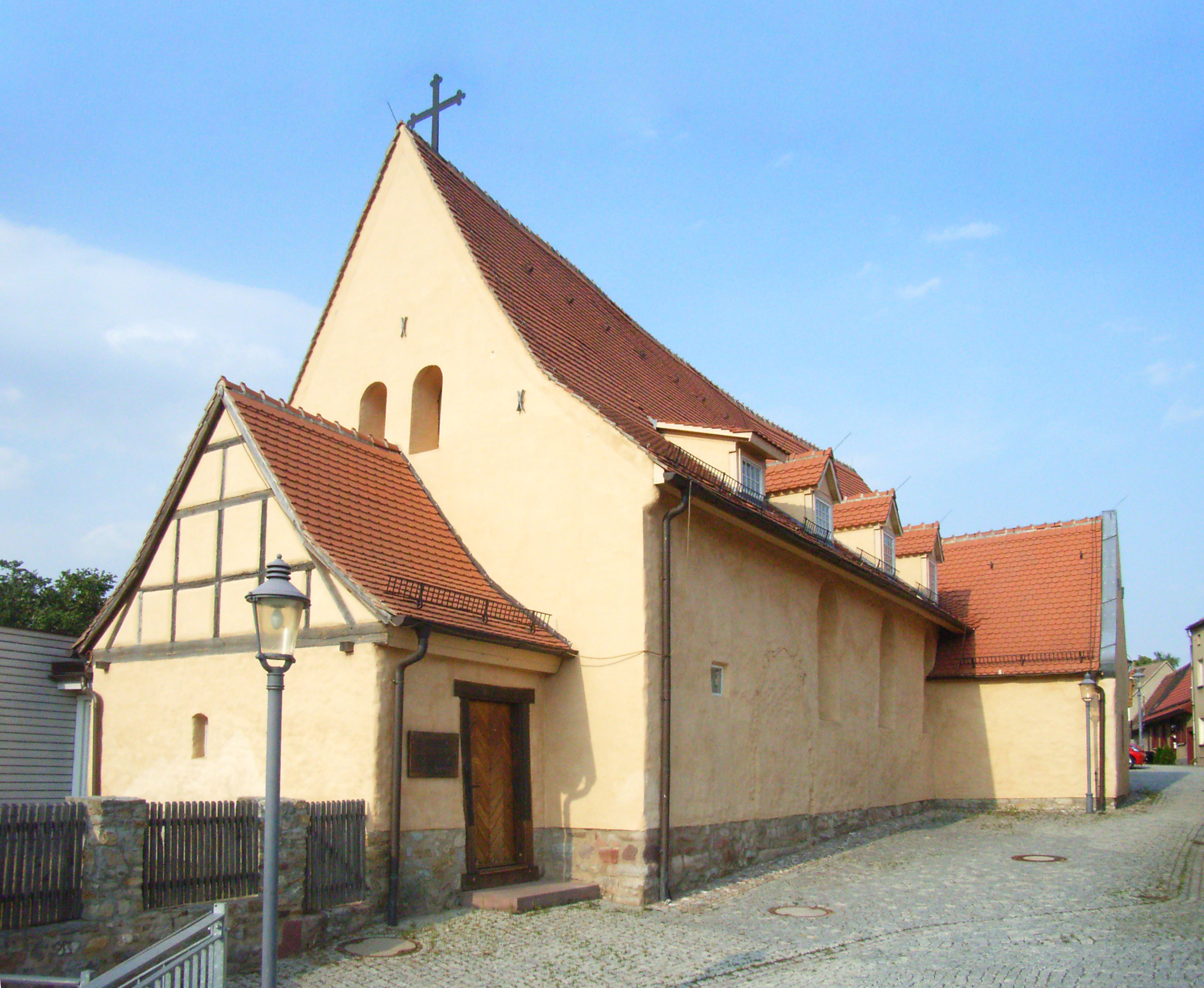
Kirche St. Gangolf auf dem Kupferberg

Kupferberg ist ein Berg in Hettstedt im Landkreis Mansfeld-Südharz, Sachsen-Anhalt. Die dort im Mittelalter angelegte Bergmannssiedlung entwickelte sich zu einer eigenen Gemeinde, die im Jahre 1879 in die Stadt Hettstedt eingemeindet worden ist.

## Geografische Lage
Der Kupferberg liegt östlich der Altstadt von Hettstedt auf dem Hang des die Morphologie von Hettstedt bestimmenden Tals der Wipper im östlichen Harz-Vorland (Mansfelder Land). Über das Stadtviertel Kupferberg steigt die alte Chaussee Hettstedt–Rothenburg (heute L 158) aus dem Wippertal auf die östlich angrenzende Hochfläche in Richtung Gerbstedt an. Der Kupferberg selbst wird nördlich und südlich von kleineren Einschnitten begrenzt. Parallel zum Hang führt heute die Kanonenbahn zwischen Hettstedt und Sandersleben über den Kupferberg. Im Nordosten liegt das Geotop Heilige Reiser als große Rotliegendklippe mit der saalischen Winkeldiskordanz.

## Geschichte
Der Überlieferung nach sollen zwei Bergknappen im Jahre 1199 auf dem Kupferberg mit dem Abbau des dort anstehenden permischen Kupferschiefers begonnen haben. Ungefähr in dieser Zeit entstand die kleine Bergmannskapelle St. Gangolf mit angegliederten Hospital.
Caspar Röder aus Burgörner hatte im 16. Jahrhundert von einigen Untersassen des Klosters Wiederstedt mehrere Grundstücke auf dem Kupferberg gekauft und darauf einen stattlichen Bau errichtet. Auf Röders Bitte hin übereigneten ihm die Grafen von Mansfeld in ihrer Eigenschaft als Schutzherrn des Klosters Wiederstedt das von ihm auf dem Kupferberg errichtete Gut nebst Zubehör 1539 als freies Erbe. Als Caspar Röder starb, erbte den Besitz Hans Reinhardt Röder, der 1576 damit belehnt wurde.
Vor dem in Eisleben ansässigen Oberaufseher der Grafschaft Mansfeld, Otto von Dieskau auf Finsterwalde, erschien am 13. August 1584 Volradt von Krosigk mit der Ersuchen, ihn mit dem zuvor von Curdt Wolf Röder erkauften Haus und Garten auf dem Kupferberg vor Hettstedt sowie drei Holzflecken im Amt Arnstein zu belehnen. Der Oberaufseher Otto von Dieskau gab dem Verlangen Krosigks nach und belehnte ihn im Auftrag des Kurfürsten August von Sachsen mit den genannten Gütern auf dem Kupferberg, die sich seitdem im Besitz der Adelsfamilie von Krosigk befanden. Als Volradt von Krosigk starb, beantragte dessen Witwe am 15. Juli 1588 beim Oberaufseher die Belehnung mit Kupferberg. Nach ihrem Tod erbte Kupferberg deren Tochter Anna Sophia, die mit Heinrich von Kampe verheiratet gewesen ist.
Im Jahre 1606 kaufte Christoph von Krosigk das Gut Kupferberg von seiner Schwester und ihrem Mann. Bereits 1618 kaufte Hans George von Hoym das Gut und führte und bewirtschaftete es durch die schwierigen Jahre des Dreißigjährigen Krieges. Einige Jahre nach Kriegsende, 1658, kaufte Georg Caspar Engelmann das Gut Kupferberg. Im folgenden Jahr verkaufte er es weiter an Matthias Ludewig Wachsmuth. Über die Herren zu Eltz gelangten noch vor 1700 Anteile des Gutes in den Besitz der Familie von Bussche auf Walbeck, in denen es die nächsten Jahrzehnte bis zur Auflösung des lehnsherrlichen Bindungen durch das Oberlandesgericht Naumburg auf der Grundlage der preußische Gesetzgebung in der Mitte des 19. Jahrhunderts verblieb.

## Persönlichkeiten
- Hermann Vopel (1868–1928), evangelischer Geistlicher